# 廣州市第六十五中學

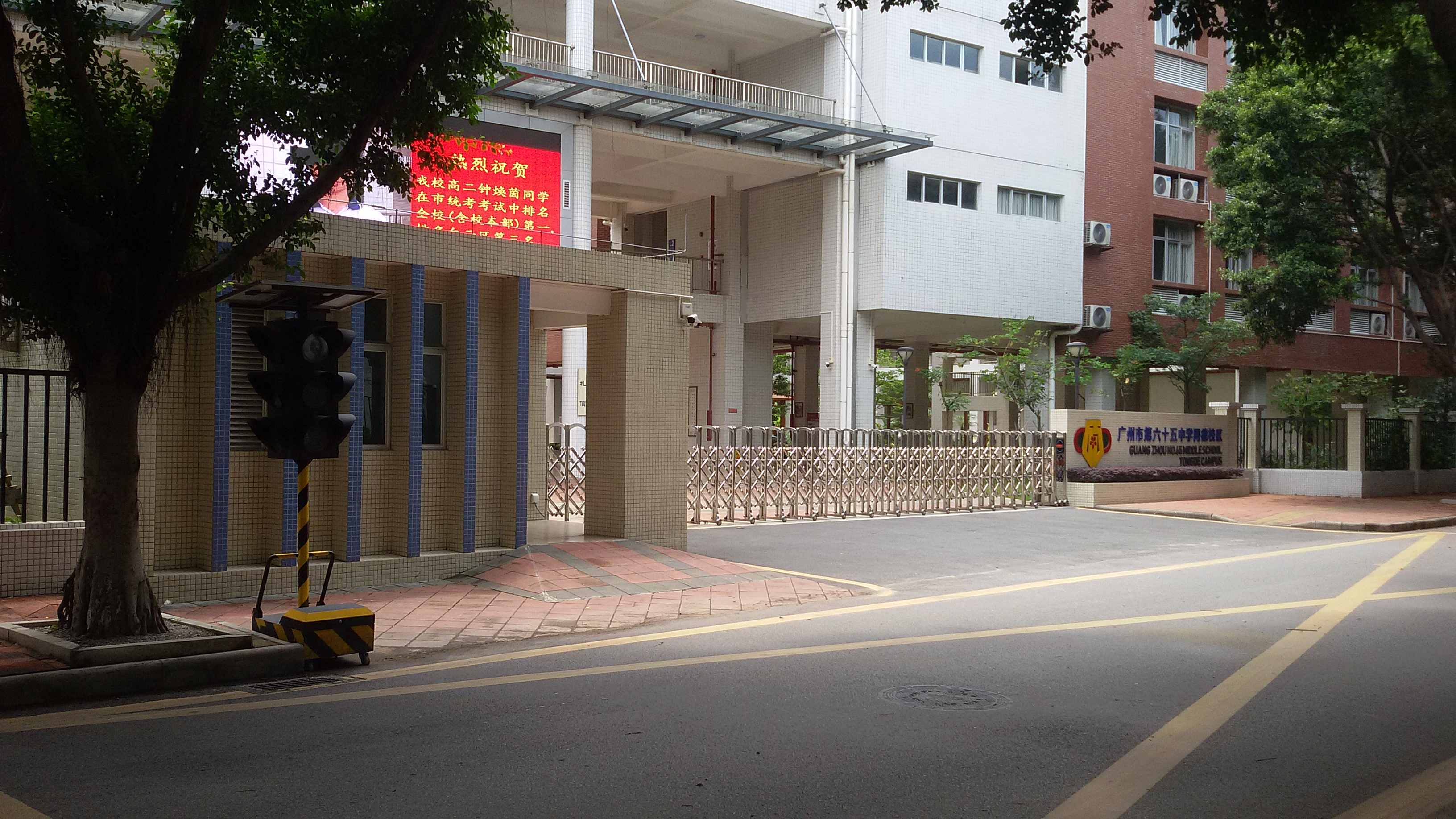

廣州市第六十五中學是廣州市一所中學，位於廣州市白雲區江高鎮。始建於1946年，原名私立庸伯中學，1951年學校將江夏嶺作為校址，1969年定校名為廣州市第六十五中學。

## 榮譽
- 廣州市教育系統先進單位
- 廣州市精神文明先進單位
- 廣州市綠色學校
- 廣東省一級學校
- 廣東省國家級示範性高中